# Bergün Filisur
Bergün Filisur ist eine politische Gemeinde im Schweizer Kanton Graubünden. Die Gemeinde ist per 1. Januar 2018 aus den bisherigen politischen Gemeinden Bergün/Bravuogn (BFS-Nr. 3521) und Filisur (BFS-Nr. 3522) entstanden und gehört zur Region Albula.

## Geografie

Luftbild von Werner Friedli (1954)

Die Gemeinde Bergün Filisur liegt im oberen Albulatal und besteht aus den Dörfern Filisur (1032 m ü. M.) und Bergün/Bravuogn (1367 m), den beiden Fraktionen Stugl/Stuls und Latsch sowie den beiden Weilern Preda (mitsamt Maiensäss Naz) und Chants (1822 m). Die Gemeinde umfasst eine Fläche von 190,14 km² und zählt knapp tausend Einwohner. Nachbargemeinden sind Albula/Alvra, Bever, Davos, La Punt Chamues-ch, Samedan, S-chanf, Schmitten, Surses und Zuoz.

## Geschichte
An den Gemeindeversammlungen vom 9. April 2014 in Bergün/Bravuogn und Filisur wurde die Grundsatzfrage einer möglichen Fusion der beiden Gemeinden erstmals traktandiert. Während Bergün/Bravuogn der Verhandlungsaufnahme zustimmte, entschied die Bevölkerung von Filisur, der Gemeindevorstand müsse zuerst bei der Gemeinde Schmitten anfragen. Da Schmitten ein Jahr zuvor in einem Grundsatzentscheid sich gegen eine Fusion mit den Gemeinden im vorderen Albulatal entschieden hatte, wurde in Filisur an der Gemeindeversammlung vom Frühling 2015 die Aufnahme von Verhandlungen mit Bergün/Bravuogn gutgeheissen.
An der Sitzung vom 10. Mai 2016 beschloss die Regierung des Kantons Graubünden einen Förderbeitrag für die neue Gemeinde im oberen Albulatal in Höhe von 8,615 Millionen Franken.
In der zweiten Fusionsbroschüre, die im Juni 2016 von der Fusionsarbeitsgruppe veröffentlicht wurde, wurde vorgeschlagen, dass der Name der neuen Gemeinde «Bergün Filisur» sein und das Wappen des ehemaligen Kreises übernommen werden soll.

## Wappen
| Wappen von Bergün Filisur | Blasonierung: «In Silber aufrechter schwarzer Greif, rot bewehrt»                                                                                  |
| Wappen von Bergün Filisur | Bei der Fusion der ehemaligen Gemeinden Bergün/Bravuogn und Filisur zur neuen Gemeinde wurde auf das ehemalige Kreiswappen Bergün zurückgegriffen. |

Der Kreis Bergün war aus der alten Gerichtsgemeinde Greifenstein hervorgegangen, worauf der Greif im Sinne eines redenden Wappens hindeutet. Die Farben sind jene des Gotteshausbundes, dem das Gericht angehörte.